# 노화고등학교
노화고등학교(蘆花高等學校)는 대한민국 전라남도 완도군 노화읍 이포리에 있는 공립 고등학교이다.

## 학교 연혁
- 1979년 11월 20일 : 교사 준공
- 1980년 1월 24일 : 설립 인가(보통과 2, 상업과 2학급)
- 1980년 3월 10일 : 노화종합고등학교로 개교
- 1997년 7월 20일 : 학과 개편(상업과 2학급을 유통관리과 2학급으로)
- 2006년 3월 1일 : 노화고등학교로 교명 변경
- 2012년 3월 1일 : 일반계 고등학교로 체제 개편
- 2024년 9월 1일 : 제21대 박춘남 교장 부임
- 2025년 2월 7일 : 제43회 42명 졸업 (총 졸업생 수 4,657명)
- 2025년 3월 4일 : 2025학년도 신입생 28명 입학

## 참고 자료
- 노화고등학교 - 한국교육학술정보원 학교알리미